# Carlos Santos Rubio
Carlos Santos (Múrcia, 1977) és un actor espanyol, que ha treballat a la sèrie Los hombres de Paco en el paper de "José Luis Povedilla" on aconseguí la fama. També ha aparegut en altres sèries com 7 vidas o Periodistas en episodis esporàdics. A més, participà en la pel·lícula Fuga de cerebros.

## Filmografia

### Televisió
- Policías, en el corazón de la calle (2001). Antena 3 (Un capítol)
- Un paso adelante (2002). Antena 3 (Un capítol)
- 7 vidas (2002). Telecinco (Un capítol)
- Periodistas (2002). Antena 3 (Un capítol)
- El comisario (2004)
- Los Hombres de Paco (2005-2010) Antena 3 (Personatge fix - 115 capítols).
- Los Quién (2011) Antena 3 (Un capítol)
- Los misterios de Laura (2011) La 1 (Un capítol)
- Grachi (2011) Nickelodeon (tres capítols)
- Frágiles (2012) Telecinco (Un capítol)
- Isabel (2012)
- El tiempo entre costuras (2013-2014) Antena 3
- Bienvenidos al Lolita (2014) Antena 3

### Cinema
Llargmetratges
- El Tuno Negro (2001) (Cameo)
- Peor imposible, ¿qué puede fallar? (2002)
- Mataharis (2007)
- Mortadelo y Filemón. Misión: Salvar la Tierra (2008)
- Fuga de cerebros (2009).
- También la lluvia (2010).
- Miel de naranjas (2012).
- Villaviciosa de al lado (2016).

- El hombre de las mil caras (2016)

Curtmetratges
- Paseo (2007), dir. Arturo Ruiz

### Teatre
- Don Juan (2003)
- Los tres mosqueteros (2004)
- Almacenados (2004-2005)
- Hamlet Príncipe de Trinacria (2010)
- El Negociador (2013)
- La vida resuelta (2013)

## Nominacions
| Any  | Premi                        | Categoria              | Títol                    | Resultat |
| ---- | ---------------------------- | ---------------------- | ------------------------ | -------- |
| 2009 | Premi Unió d'Actors, Espanya | Millor actor secundari | Los hombres de Paco      | Nominat  |
| 2014 | Premi Unió d'Actors, Espanya | Millor actor secundari | El tiempo entre costuras | Nominat  |